# Gytte Rue
Gytte Berner Rue, født Gytte Berner Nielsen (født 4. april 1918 i København - død 9. december 1993 i Søborg) var en dansk arkitekt og journalist ved Danmarks Radio. Hun var bl.a. mangeårig programmedarbejder og vært på P1. Bl.a. radioserien Familiespejlet. Gytte Rue var i 1980 medstfter af foreningen "Kvinder for fred". Hun var datter af arkitekten Viggo Berner Nielsen. Gytte Rue var i perioden 1961-69 formand for den danske afdeling af CISV. Gytte Rue var gift med arkitekt Niels Rue og fra ca. 1950 med Robert Holmberg. Hun var mor til Nele Rue, ligeledes journalist på Danmarks Radio.